# Gabriela Jolowiczová
Gabriela Jolowiczová (* 12. prosince 1978 v Salzgitter-Bad) je německá ilustrátorka, grafička a výtvarná umělkyně.

## Životopis
Studovala výtvarné umění v Brunšviku, Hildesheimu a v Lipsku, kde absolvovala na Vysoké škole grafiky a knižního umění (Hochschule für Grafik und Buchkunst Leipzig). V roce 2012 získala první místo v mezinárodní umělecké ceně Holzschnitt Heute udělované Kreissparkasse Ludwigsburg a v roce 2016 cenu AIR Award udělovanou Black Church Print Studio v Dublinu. Její dřevořezy byly vystaveny na mnoha skupinových i samostatných výstavách v institucích, jako je International Print Center New York, Museo Nacional de la Estampa v Mexico City a Museum der bildenden Künste v Lipsku. V letech 2016-2020 vyučovala jako suplující profesorka lept a sítotisk na HGB v Lipsku a od roku 2019 vyučuje knihtisk na Hochschule für Künste v Brémách. V roce 2021 se Gabriela Jolowicz představila českému publiku na festivalu malých nakladatelů Tabook, od března do června 2022 vystavuje cyklus svých prací Výjevy z města: Vícerozměrná cesta (Szenen aus der Stadt: Eine multidimensionale Reise) v prostorách pražského Goethe-Institutu.

### Tvůrčí přístup
Výjevy na jejích dřevořezbách vycházejí ze skutečných událostí všedních dní. Jednotlivé části obrazu mohou být rekonstruovány z některého z následujících zdrojů: z paměti, internetových vyhledávačů, knižních ilustrací, vlastních fotografií, kreseb ze života, nalezených materiálů, rozhovorů nebo fantazie. Překližka, s níž pracuje, umožňuje jen určité množství detailů a každý obraz je realizován v jednom jediném dřevěném bloku. Propojováním odlišných perspektiv, kombinováním čar a nerealistickými velikostními poměry získávají obrazy Gabriely Jolowicz surreální dojem. Zhuštěné motivy, které jsou vnímány jako živá vyprávění, se rozpínají až po okraje obrazů.

### Výstavy (výběr)
- 2022 Výjevy z města: Vícerozměrná cesta[5], Goethe-Institut Česko, Praha
- 2013 Gabriela Jolowicz per Wildflowers, Atelier Giorgi, Turín, Itálie
- 2013 Das Wandern der Schatten (Putování stínů), společná výstava s Moki a Emmou Åkerman, Galerie Feinkunst Krüger, Hamburg
- 2013 Sol Niger, společná výstava s Lou Hoyer a Steingrimur Eyfjord, Galerie Christian Ehrentraut, Berlín
- 2013 New Prints/New Narratives, International Print Center New York
- 2012 The Monkey on My Back, Galerie Emmanuel Post, Berlín
- 2012 Lubok, Museo Nacional de la Estampa, Mexiko
- 2012 Lubok Graphic Show, společná výstave se Sebastianem Gögelem a Christophem Ruckhäberleem, Printroom Rotterdam
- 2011 Lubok – Künstlerbücher aus Leipzig, Městské umělecké muzeum Spendhaus Reutlingen
- 2010 Now Playing, Galerie Hafenrand, Hamburg
- 2010 Now Playing, Galerie Emmanuel Post, Leipzig
- 2010 Quiet and Peace? Galerie Baer, Drážďany
- 2010 Schnittstelle Druck, Museum der Bildenden Künste, Hochschule für Grafik und Buchkunst Leipzig

## Galerie

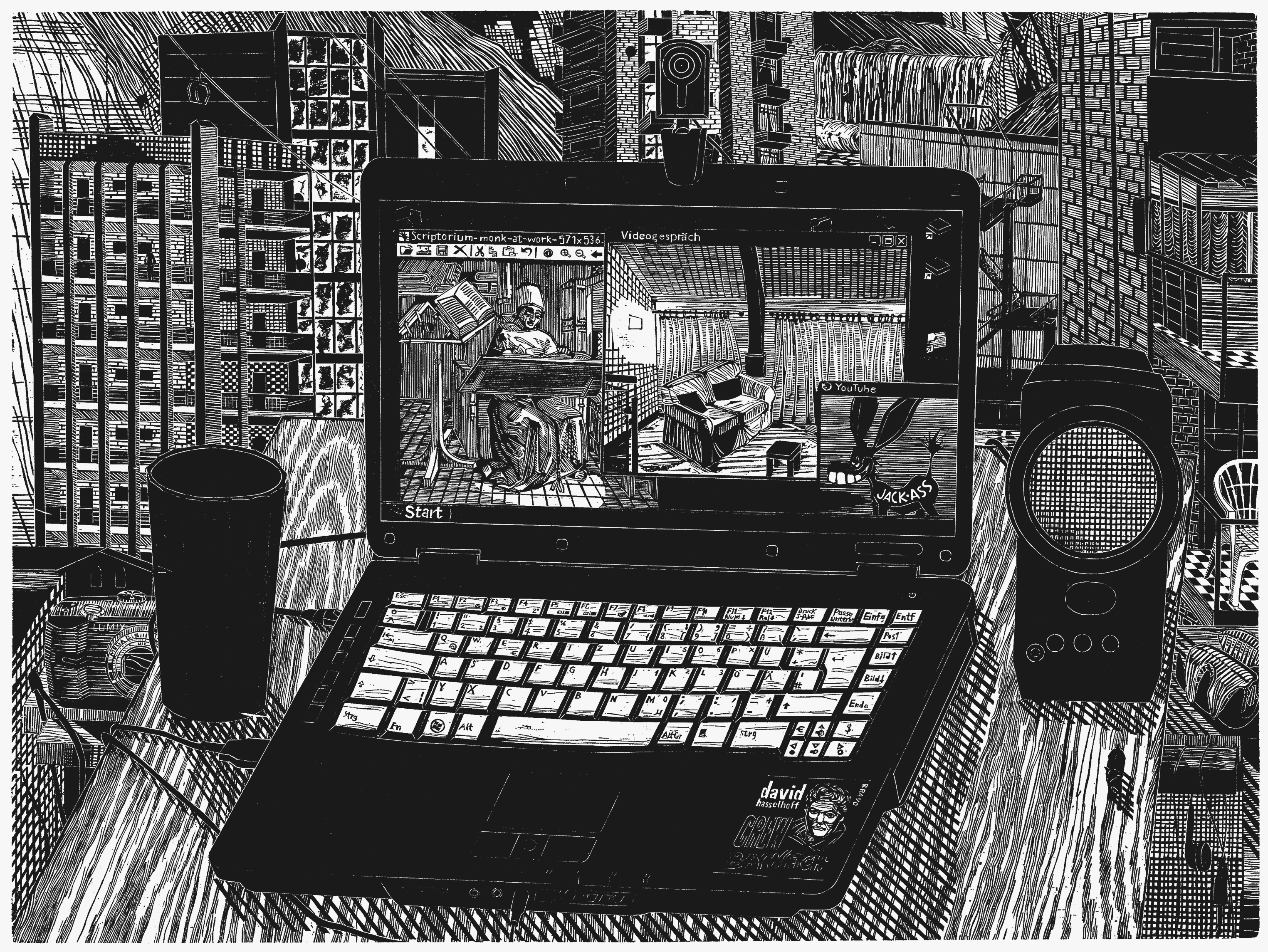
Gabriela Jolowicz: Laptop, dřevořez, 2010
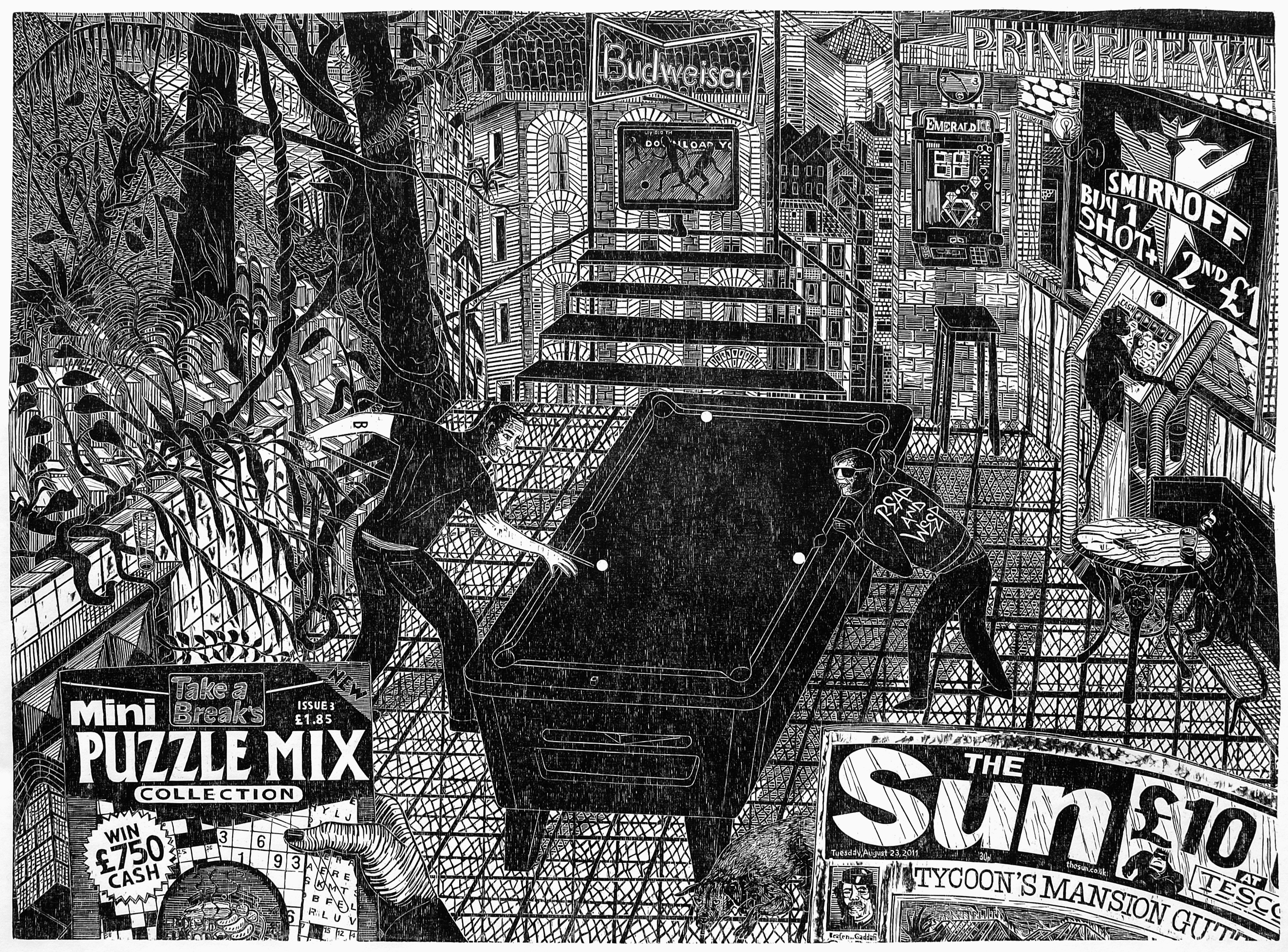
Gabriela Jolowicz: System of a Clown, dřevořez, 2012